# Pindi Chana
Pindi Hazara Chana (* 24. Januar 1974 in Mapinduzi) ist eine tansanische Politikerin. Sie ist Mitglied der Partei Chama Cha Mapinduzi (CCM), Parlamentsmitglied und seit September 2023 Ministerin für Verfassung und Recht.

## Leben
Pindi Chana wurde am 24. Januar 1974 in Mapinduzi, einem Dorf wenige Kilometer südöstlich von Dodoma, geboren.

### Ausbildung
Pindi Chana besuchte die Grundschule in Mapinduzi, danach die weiterführende Schule erst in Kigurunyembe in Morogoro, dann in Shinyanga. Nachdem sie Rechtswissenschaften an der Russischen Universität der Völkerfreundschaft in Moskau studiert und einen Bachelor erreicht hatte, machte sie von 2001 bis 2003 ein Master-Studium an der Universität Dar es Salaam und anschließend ein Doktoratsstudium an der Universität Mzumbe.

### Beruf
Bereits in ihrer Zeit in Moskau verdiente sie Geld an der Russischen Bank, von 1995 bis 1999 arbeitete sie in Großbritannien. Nach ihrer Rückkehr nach Tansania war sie von 2005 bis 2010 Justizbeamtin am Bezirksrat in Iringa und bis 2010 Rechtsanwältin bei einer tansanischen Forschungsabteilung.

## Politik
Im Jahr 2005 wurde sie Mitglied des Parlaments, von 2008 bis 2013 war sie auch Ratsmitglied an der Muhimbili University of Health and Allied Science. Parlamentsmitglied war sie auch wieder in der Periode 2010 bis 2015. Zwischen 2015 und 2020 arbeitete sie für Chama cha Mapinduzi, für das Büro der Vereinten Nationen in Nairobi und als Botschafterin der Republik Tansania in Kenia. Seit 2020 ist sie wieder Parlamentsmitglied. Im Jahr 2022 ernannte Samia Suluhu Hassan sie zu einer Ministerin im Büro des Premierministers, zuständig für politische Koordinierung und parlamentarische Angelegenheiten und im Februar 2023 zur Ministerin für Kultur, Kunst und Sport. In dieser Zeit unterzeichnete sie ein Abkommen mit einer chinesischen Firma zur Sanierung des Nationalstadions in Daressalam. Seit September 2023 ist Pindi Chana Ministerin für Verfassung und Recht.